# Omah Lay
Stanley Omah Didia (nacido el 19 de mayo de 1997), conocido profesionalmente como Omah Lay, es un cantante, compositor y productor discográfico nigeriano. Lay ganó prominencia internacional con sus sencillos «Understand», «Attention» y «Soso». Ha ganado numerosos premios, incluidos Headies en 2020 y 2023.

## Primeros años
Lay nació el 19 de mayo de 1997 y se crio en la ciudad de Port Harcourt en Nigeria. Asistió a la escuela secundaria integral en el estado de Rivers antes de pasar a la Universidad de Port Harcourt. Lay proviene de una familia de músicos. Su abuelo tocaba instrumentos para la cantante Celestine Ukwu antes de morir en 1977. El padre de Lay tocaba la batería.

## Carrera

### Carrera temprana; Get Layd y What Have We Don
Lay comenzó su carrera en un grupo de rap donde se hacía llamar «Lil King». A los 16 años, pasó a componer y producir canciones para varios artistas. Comenzó su carrera en solitario en 2019 con el lanzamiento de «Do Not Disturb» y «Hello Brother». El mismo año, firmó con el sello discográfico llamado KeyQaad y comenzó a trabajar en «Get Layd», su EP debut. En una entrevista con OkayAfrica, Lay declaró: «Comencé a trabajar en él en agosto [de 2019]. En algún momento tuve que dejar las redes sociales, alejarme de muchas cosas y mantener la cabeza en orden para hacer bien el proyecto».
En 2020, Lay lanzó los sencillos «Bad Influence» y «You», dos canciones del EP Get Layd. «Bad Influence» se convirtió en la canción nigeriana más reproducida en Apple Music a fines de 2020. Su EP Get Layd alcanzó el puesto número uno en las listas nigerianas de Apple Music. Las cinco canciones del EP llegaron al top 15 de las listas de Apple Music para Nigeria, con «You» alcanzando el número uno. El mismo año también apareció en la canción «Infinity» en el álbum Carpe Diem de Olamide, que encabezó las listas de Apple Music en Nigeria.
El 3 de julio de 2020, Lay fue el primer artista destacado por la Campaña Africa Rising de Apple para destacar el talento africano. En diciembre de 2020, fue incluido en la lista anual «Hot for 2021» de BBC Radio 1Xtra. Fue el primer artista africano que apareció en el programa #Up Now de Audiomack para artistas emergentes; fue incluido en los «20 artistas a tener en cuenta en 2021» del Festival de Jazz de Montreux; y fue nombrado Artista Internacional Amplificado del Mes de BET en noviembre de 2020. Fue nominado en cuatro categorías en los Headies Awards de 2020, ganando el premio Next Rated. El 20 de noviembre de 2020, Lay lanzó su segundo EP de cinco pistas, «What Have We Done». Las cinco pistas alcanzaron el top 12 de las listas de Apple Music para Nigeria, y «Godly» alcanzó el número uno.
El 14 de diciembre de 2020, Lay fue arrestado junto con Tems después de que actuaran en un espectáculo en Uganda. La autoridad policial ugandesa identificó la violación de los protocolos de bloqueo de COVID-19 como el motivo de sus arrestos. Los artistas sintieron que les habían tendido una trampa. Dos días después, el gobierno de Uganda liberó a los dos, se disculpó por los arrestos y los absolvió de toda irregularidad. El 25 de junio de 2021, Lay apareció junto a su compatriota Alpha P en el remix oficial del productor nigeriano Masterkraft del sencillo del cantante canadiense Justin Bieber, «Peaches». El 8 de julio de 2021, Lay lanzó un nuevo sencillo, «Understand».

### 2022-presente

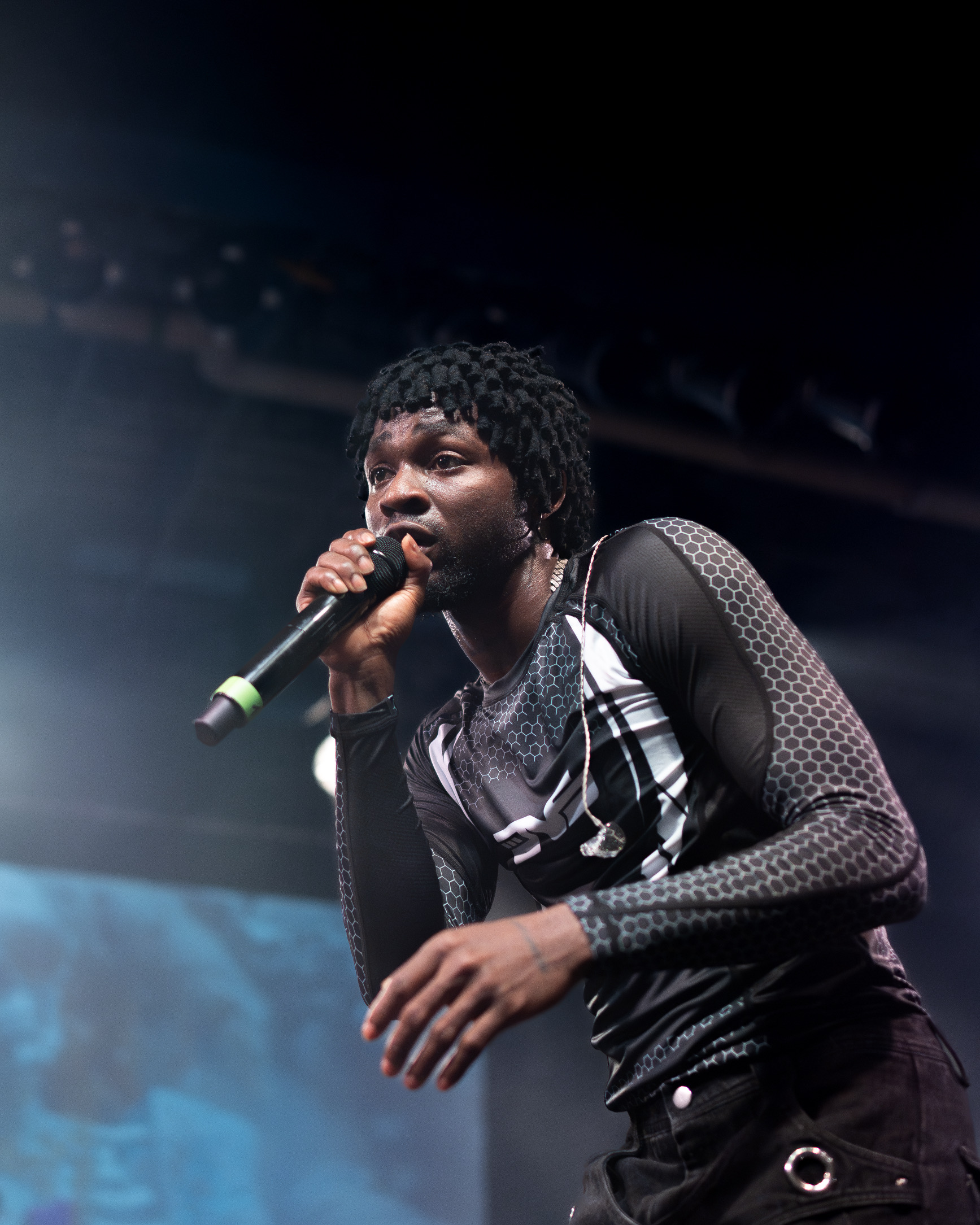
Omah Lay dando un concierto en 2023.

En marzo de 2022, Lay lanzó «Attention», una segunda colaboración con Bieber. La canción fue parte del álbum debut de Lay, Boy Alone, lanzado el mismo año. Como parte del lanzamiento del álbum, Lay lanzó el Boy Alone Tour, donde tocó tanto en Estados Unidos como en Canadá en 2022. Durante el verano de 2023, Lay lanzó una versión de lujo de este álbum Boy Alone y recibió un premio Headies al mejor artista masculino y álbum por el álbum. El mismo año también superó las mil millones de reproducciones en Spotify por toda su música. También apareció en la canción «I Can't Stop» junto con Big Boss Vette, que fue una pista extra de la edición de lujo de Spider-Man: Across the Spider-Verse.
Lay comenzó la etapa europea de su Boy Alone Tour en 2024. Durante una de sus actuaciones en Londres, recibió críticas por invitar a una fan a bailar al escenario mientras su novio estaba presente (y abandonó el lugar decepcionado). También lanzó el sencillo «Holy Ghost» en 2024, así como un remix de la canción en el que colaboró con el DJ y productor francés Martin Solveig. La canción encabezó las plataformas de transmisión africanas con más de 100 millones de reproducciones.

## Vida personal
Lay ha expresado su apoyo a la campaña #EndSARS en Nigeria. En declaraciones a Harper's Bazaar, dijo: «La gente tiene que saber que estas protestas son puramente para la gente, sin ningún tipo de trasfondo político. La policía nos acosa, extorsiona, golpea y mata sólo por ser jóvenes y estar a la moda, sin consecuencias. Esto ha durado demasiado tiempo y estamos diciendo que ya es suficiente y exigimos que el gobierno actúe».